# Кюнюй
Кюнюй (устар. Кюнююй) — левобережная протока Лены в Кобяйском улусе Якутии России.
Протяжённость водотока составляет 29 км. Впадает в Лену на расстоянии 1054 км от её устья.
Соединена протокой с протокой Кюнкябир.
У места вытекания из Лены соединяется с протокой Эгельге.
По данным государственного водного реестра России относится к Ленскому бассейновому округу. Код водного объекта 18030900112117500001161.